# Huafla
Huafla est une localité du centre-ouest de la Côte d'Ivoire, et appartenant au département de Sinfra, dans la Région de la Marahoué. La localité de Huafla est un chef-lieu de commune.